# Mahmud Darwish

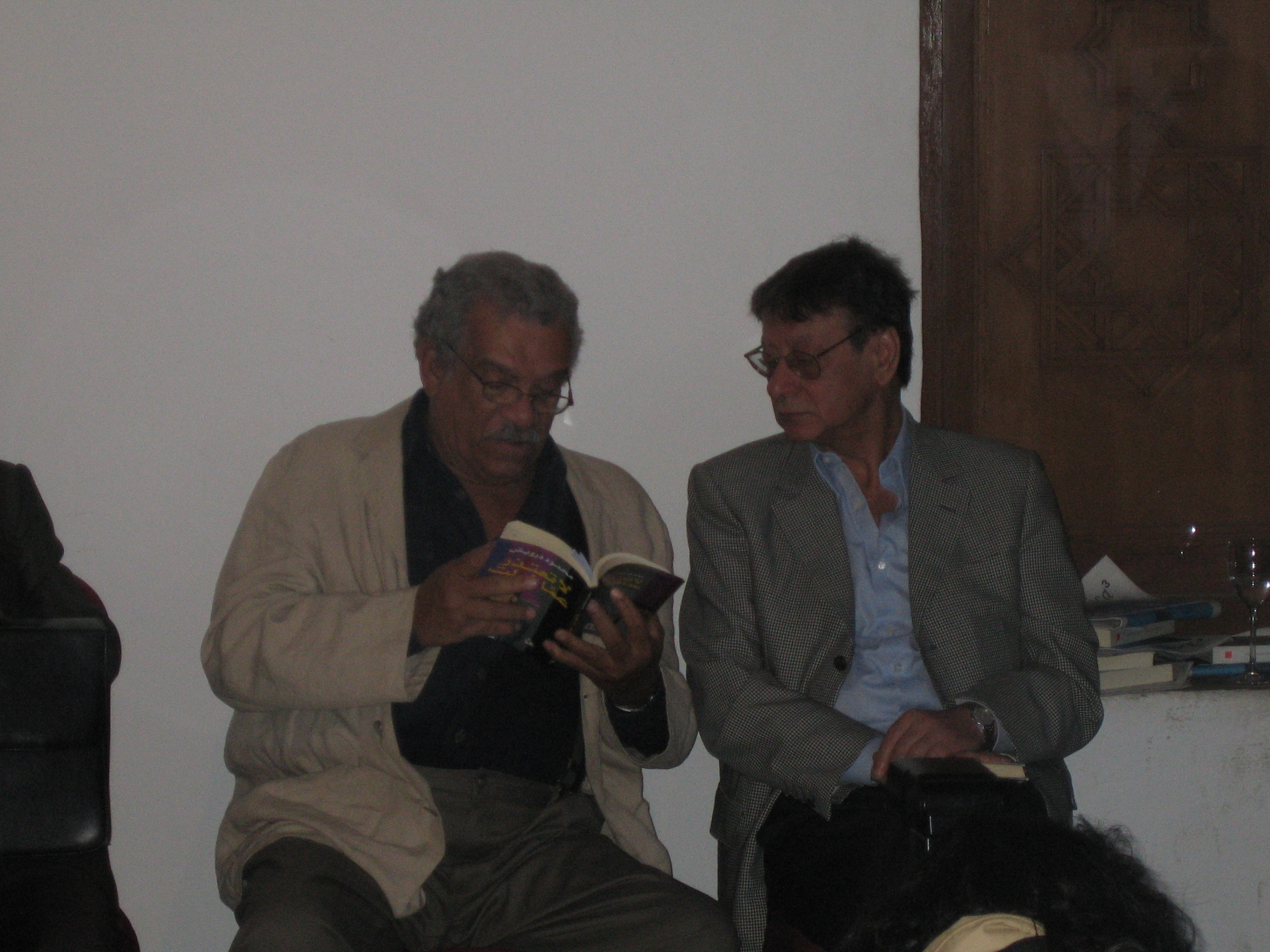
Mahmud Darwish y Derek Walcott en Córdoba, 2006

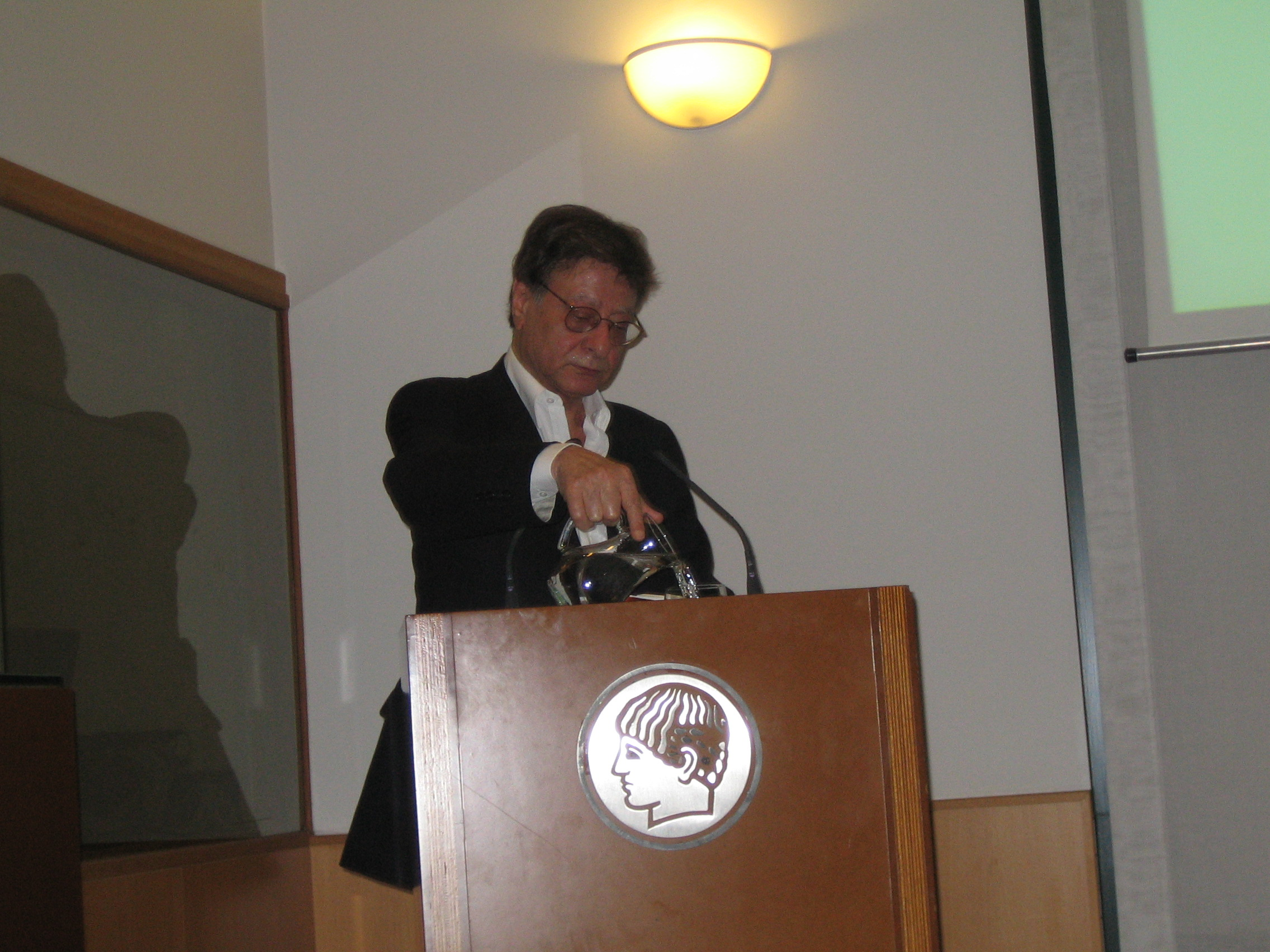
Mahmud Darwish en la Residencia de Estudiantes, Madrid 2006

Mahmud Darwish, en árabe  محمود درويش (Al-Birwa, Mandato británico de Palestina, 13 de marzo de 1941 - Houston, 9 de agosto de 2008), en ocasiones transcrito como Mahmud Darwix en español, catalán y gallego, como Mahmoud Darwish en inglés y como Mahmoud Darwich en francés, fue considerado el poeta nacional palestino y uno de los más célebres literatos árabes contemporáneos.
En su trabajo, Palestina se convirtió en una metáfora de la pérdida del Edén, el nacimiento y la resurrección, así como de la angustia por el despojo y el exilio. La poeta Naomi Shihab Nye comentó sobre el trabajo de Darwish: "Darwish es el respiro esencial del pueblo palestino, el testigo elocuente del exilio y la pertenencia...".

## Biografía
Darwish fue el segundo de ocho hijos (cinco niños y tres niñas) de una familia originaria de la aldea de Birwa, en Galilea, a 12 km de Acre, durante el Mandato Británico de Palestina. La aldea fue destruida por el ejército de Israel durante la guerra árabe-israelí de 1948 (Nakba) y la familia Darwish huyó al Líbano, donde residió durante un año. Los Darwish regresaron clandestinamente al territorio del recién creado Estado de Israel, estableciéndose en la aldea de Dair al-Asad y luego en la de Al-Yadida, ambas en Galilea, muy cerca de Birwa. Mahmud hizo sus estudios primarios en estas dos aldeas y una tercera, Kafr Yasif, a donde huyó su familia tras ser descubierta su residencia ilegal en Al-Yadida. En Kafr Yasif completó su educación secundaria. 
Tras acabar la secundaria, ingresó en el Partido Comunista de Israel, trabajando como coeditor de su revista Al-Fayr (الفجر, La Aurora), al tiempo que empezaba a publicar poesía en el diario Al-Yadid (الجديد, El Nuevo), del que llegó a ser también editor, y en la revista Al-Ittihad (الاتحاد, La Unidad). 
Entre 1961 y 1970, fue arrestado en numerosas ocasiones por las autoridades israelíes a causa de sus escritos y de su actividad política contra la ocupación de Palestina. Finalmente, salió del país hacia Moscú, desde donde iría a El Cairo primero y luego a Beirut. Allí ingresó en la Organización para la Liberación de Palestina (OLP), trabajando en sus secciones de investigación y publicaciones. Fue miembro del comité ejecutivo de la OLP, y se le consideraba internacionalmente el «ministro de Cultura» de un futuro Estado palestino hasta su dimisión a raíz de su discrepancia con los Acuerdos de Oslo (1993). Redactó la declaración de independencia del Estado de Palestina, proclamada por Yasser Arafat en 1988.
Vivió entre París y Túnez a raíz de la invasión israelí del Líbano (1982), dirigió la revista literaria Al-Karmel (الكرمل, El Carmelo) y presidió la Liga de Escritores y Periodistas Palestinos. En 1996 regresó brevemente, por primera vez desde su marcha al exilio, a su Galilea natal, para visitar a su madre. Vivió entre Amán y Ramala desde ese año, y siguió dirigiendo Al-Karmel.[cita requerida]
En el 2002, durante el asedio del Ejército israelí a la ciudad de Ramala, recibió la visita de una delegación del Parlamento Internacional de Escritores, presidida por el novelista estadounidense Russell Banks y compuesta, entre otros, por los premios Nobel José Saramago y Wole Soyinka.
Igualmente, su testimonio como víctima lúcida de los conflictos de nuestro tiempo fue recogido por Jean-Luc Godard en el filme Notre musique (2004).[cita requerida]
En el 2006, visitó España, donde leyó su poesía en Cosmopoética (Córdoba) y en la Residencia de Estudiantes (Madrid).
Falleció el 9 de agosto del 2008 en un hospital del estado de Texas, tras una operación a corazón abierto.

## Obra poética
En una primera etapa, que abarca de 1966 a 1986, su obra responde de una manera inmediata a las acuciantes necesidades de denuncia de la tragedia palestina, si bien la búsqueda formal y la renovación de los modos poéticos árabes están siempre presentes en su obra; son representativos de este periodo los títulos عاشق من فلسطين (Enamorado de Palestina, 1966) y أعراس (Nupcias, 1977).[cita requerida]
A partir de 1995, Darwish se afianzó en la escritura de una poesía de introspección metafísica que ya venía ensayando desde tiempo atrás. Se trata de una poesía caracterizada por la reescritura de la mitología de las tierras de Oriente Próximo. En ella se entremezclan lírica y épica, rasgo éste que se convirtió en uno de los más definitorios de su poesía. Son representativos de estos años los títulos لماذا تركت الحصان وحيدًا (¿Por qué has dejado al caballo solo?, editado en español como El fénix mortal, 1995) y جداريّة (Mural, 2000). En su último libro en verso كزهرة اللوز أو أبعد (Como la flor del almendro o allende, 2005), se entrega a una introspección de carácter fantasmal, propensa al juego y a la ironía, en la que los límites del sujeto están cada vez menos claros.[cita requerida]
En líneas generales, su poesía ha sido relacionada, a nivel internacional, con el denominado realismo metafísico, que incluye a poetas como Seamus Heaney, Derek Walcott, Czesław Miłosz, Zbigniew Herbert, Joseph Brodsky y Wisława Szymborska. Entre los árabes, está considerado un clásico.[cita requerida]

## Juicios críticos sobre su obra
En palabras de Jorge Gimeno:

Mahmud Darwix es acaso el más destacado poeta árabe vivo (...). Su obra tiene la seña asociada a los sobrevivientes: la de seguir adelante, la de salir siempre corriendo en otra dirección, en busca de rupturas cualitativas. Carisma y visión prístina son sus sellos distintivos; amor a la composición, un constante afán de experimentación musical. Víctima de una historia deshumanizada, el hombre darwixiano se rebela contra lo histórico y su lenta socavación del individuo, busca lo universal, el lugar de encuentro de lo propio con lo ajeno. En los tiempos que corren, es admirable encontrarse con un poeta como Darwix, que no ha renunciado al valor cognitivo de la imagen poética; que sigue escribiendo consciente de ese valor y de ese poder, y que no renuncia a la función básica de la poesía: la de existir
.

En palabras de Carlos Pardo:

Estado de sitio es el título de uno de los poemas más conocidos de Mahmud Darwix, que fue escrito precisamente durante el cerco israelí a la ciudad de Ramallah, y da buena medida de lo que es la poesía para este poeta: un ejercicio de supervivencia del individuo frente a los embates de la Historia de los manuales. Lucidez contra mentira. El poeta más popular del mundo árabe no le debe su fama a la actitud de un divo. Su vida ejemplifica la lucha política y el rigor intelectual. Su poesía, la virtud de dar símbolos sencillos a los problemas de nuestro tiempo. Este personaje de Godard es uno de los grandes poetas de nuestro tiempo.

En palabras de Andrés Navarro:

Siguiendo la máxima de Alexander Blok de que el poeta crea armonía a partir del caos, Darwix ha tratado desde sus primeros libros de ordenar su caos de exilios y continuas reinvenciones experimentando con distintas soluciones estructurales. En ese sentido, resulta ejemplar la maestría con que maneja la estructura dramática en los poemas de verso libre, la precisa dosificación de intensidad y silencios, es decir, la relación de cada una de las partes con la intención emocional del poema.

En palabras de Hermann Bellinghausen:

Aunque ha sido traducido a muchas lenguas, y sigue siendo inmensamente popular en el mundo árabe, cometió el delito de desnudar la inhumanidad bíblica de los invasores desde el humanismo intenso de una poesía personal, nacional y universal. Su obra es sensual y amorosa, trágica; tierna, pero rabiosa; fraternal, pero irreductible en sus principios en favor de la nación palestina.

## Ediciones en español de sus obras
| Año  | Título                                                     | Traducción                         | Editorial                                     | Notas                     |
| ---- | ---------------------------------------------------------- | ---------------------------------- | --------------------------------------------- | ------------------------- |
| 2025 | Contrapunto                                                | Luz Gómez                          | Galaxia Gutenberg                             |                           |
| 2024 | Entre Rita y mis ojos, un fusil                            | Luz Gómez                          | Poesía Portátil, Penguin Random House         |                           |
| 2023 | ¿Por qué has dejado solo al caballo? - Estado de sitio     | Luz Gómez                          | Cátedra                                       | Edición bilingüe          |
| 2023 | El poeta troyano. Conversaciones sobre la poesía           | Luz Gómez                          | Ediciones del Oriente y del Mediterráneo      |                           |
| 2013 | La huella de la mariposa. Diario (verano 2006-verano 2007) | Luz Gómez                          | Pre-Textos                                    | Edición bilingüe          |
| 2011 | En presencia de la ausencia                                | Luz Gómez                          | Pre-Textos                                    | Prólogo de Jorge Gimeno   |
| 2009 | Como la flor del almendro o allende                        | Luz Gómez                          | Pre-Textos                                    | Edición bilingüe          |
| 2008 | Poesía escogida (1966-2005)                                | Luz Gómez                          | Pre-Textos                                    | Edición bilingüe          |
| 2006 | 21 poemas                                                  | Luz Gómez                          | Residencia de Estudiantes                     |                           |
| 2005 | El lecho de una extraña                                    | María Luisa Prieto                 | Hiperión                                      |                           |
| 2003 | Mural                                                      | Rosa Isabel Martínez Lillo         | Ediciones del Oriente y del Mediterráneo      |                           |
| 2002 | Estado de sitio                                            | Luz Gómez                          | Cátedra                                       |                           |
| 2001 | Menos rosas                                                | María Luisa Prieto                 | Hiperión                                      |                           |
| 2000 | El fénix mortal                                            | Luz Gómez                          | Cátedra                                       |                           |
| 2000 | Once astros                                                | María Luisa Prieto                 | Agencia Española de Cooperación Internacional |                           |
| 1997 | Memoria para el olvido                                     | Manuel C. Feria García             | Ediciones del Oriente y del Mediterráneo      |                           |
| 1989 | Desde Palestina                                            | José Martín Arancibia/Kadhim Jihad | Prodhufi                                      | Prólogo de Juan Goytisolo |

## Principales galardones
- Prize for Cultural Freedom, de la Lannan Foundation (2001)[11]
- Premio Príncipe Claus de Holanda (2004)[12]
- Premio Lenin de la Paz (1980-82)